# Броло
Броло (італ. Brolo, сиц. Brolu) — муніципалітет в Італії, у регіоні Сицилія,  метрополійне місто Мессіна.
Броло розташоване на відстані близько 470 км на південний схід від Рима, 130 км на схід від Палермо, 65 км на захід від Мессіни.
[[Файл:|thumb|300px|none|]]
Населення — 5855 осіб (2014).
Щорічний фестиваль відбувається 25 березня. Покровитель — Maria SS. Annunziata.

## Демографія
Населення за роками:

Станом на 1 січня 2023 року в муніципалітеті офіційно проживало 145 іноземців з 29 країн, серед них 37 громадян країн Євросоюзу та 3 громадяни України.

## Сусідні муніципалітети
- Фікарра
- Назо
- Піраїно
- Сант'Анджело-ді-Броло